# Campodorus alaskensis
Campodorus alaskensis là một loài tò vò trong họ Ichneumonidae.